# Ermida de Nossa Senhora da Saúde (Angra do Heroísmo)

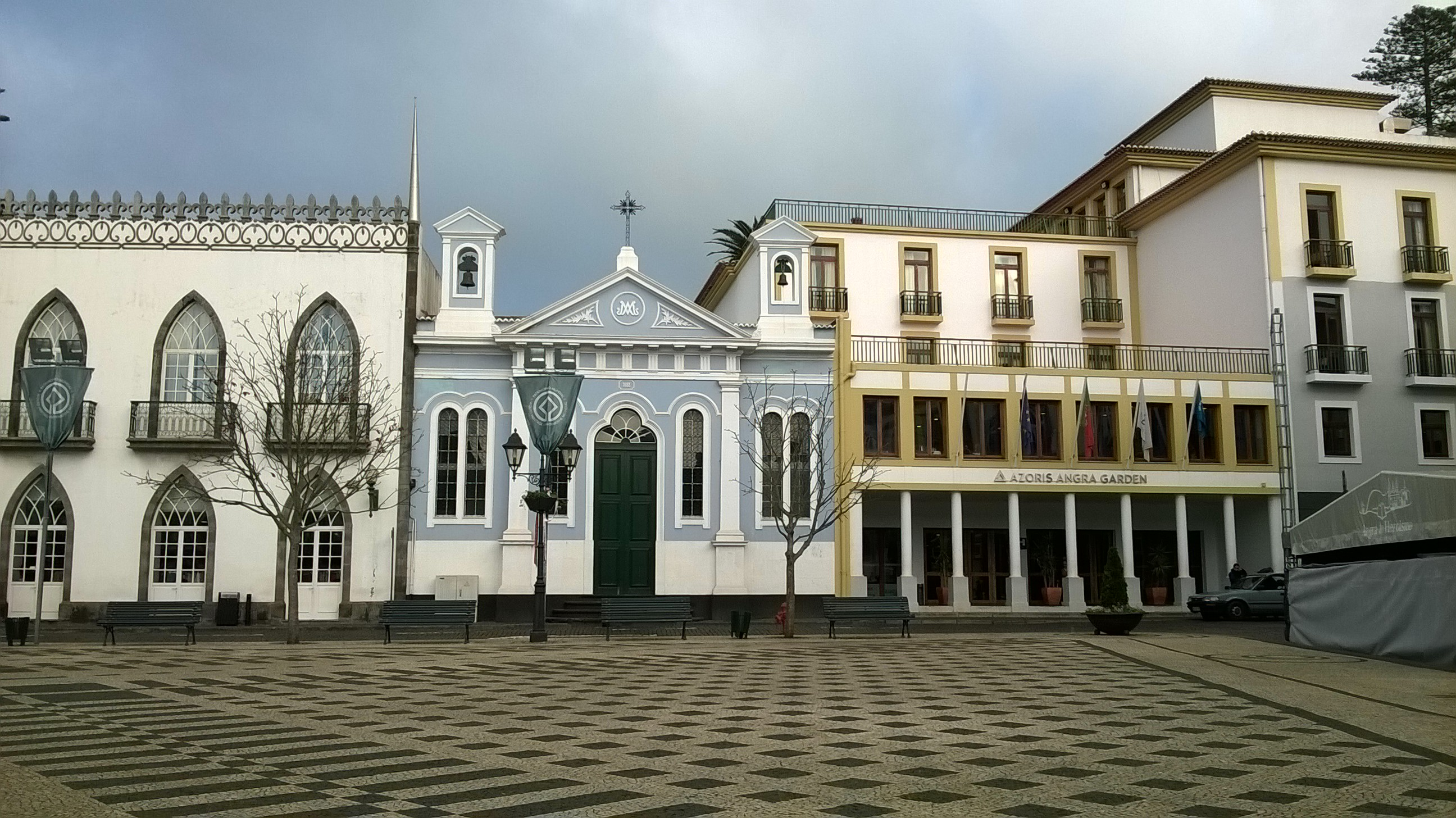
Ermida de Nossa Senhora da Saúde, Angra do Heroísmo.

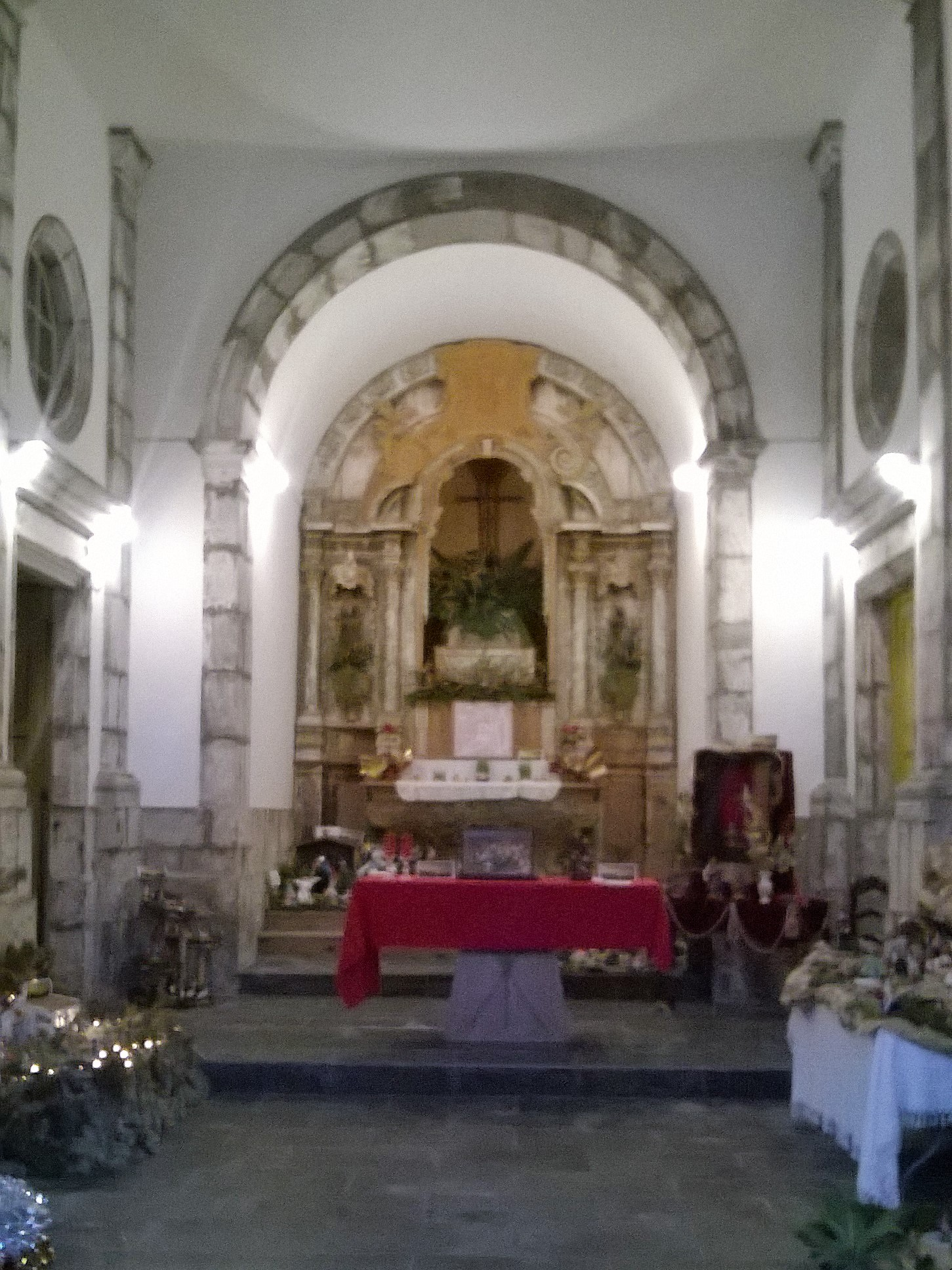
Ermida de Nossa Senhora da Saúde, Angra do Heroísmo: interior.

A Ermida de Nossa Senhora da Saúde localiza-se na Praça Velha, freguesia da Sé, cidade e concelho de Angra do Heroísmo, nos Açores. Implanta-se junto à Câmara Municipal de Angra do Heroísmo e integra o património da Diocese de Angra do Heroísmo.

## História
Foi primitivamente erguida no cimo da rua de João Vaz Corte Real, como é possível ver na carta da cidade de Angra, elaborada por Linschoten.
Foi edificada pelo seu fundador António Pires do Canto em 1560, tendo sido dedicada aos Santos Cosme e Damião. Mais tarde foi transferida para a Praça da Restauração, junto à Câmara Municipal de Angra do Heroísmo, por volta de 1592. Esta transferência deveu-se ao facto de o terreno onde ela se encontrava ter sido adquirido pelos jesuítas. Foi nesse terreno que eles construíram a sua casa, colégio e igreja anexa, sob a invocação de Santo Inácio de Loyola hoje conhecidos como Palácio dos Capitães Generais e igreja do Colégio (Igreja de Nossa Senhora do Carmo (Angra do Heroísmo)).
Muitos anos mais tarde a ermida começou a ser conhecida de forma popular por ermida de Nossa Senhora da Saúde, e isto por causa de um pequeno hospital que se levantou na travessa contígua, a quando da epidemia da peste que assolou a ilha Terceira em 1599.
No entanto nunca mudou a sua invocação pois em 1639 ainda se chamava dos Santos Cosme e Damião. É possível confirmar esta invocação por um assento de óbito lavrado no dia 13 de Novembro de 1639 e que diz respeito a Sebastião Figueiredo, falecido na paróquia da Sé.
Com o passar dos séculos e a incúria a que foi votada, já estava a ficar muito degradada e a cair em ruínas, e assim foi necessário restaura-la. As obras de restauro foram iniciadas em 1881, depois do Alvará passado pelo Bispo de Angra do Heroísmo D. João Maria Pimentel que também a benzeu a 9 de Novembro de 1884.
Na bibliografia existente sobre esta ermida encontra-se alguma informação como é o exemplo dos documentos do Monsenhor José Alves da Silva, que diz nos aditamentos que fez à "Topografia da Ilha Terceira", do Padre Jerónimo Emiliano de Andrade. Assim informa que nas obras de restauro da ermida se gastaram cerca de três contos (moeda da altura) e que para essa despesa contribuíram o governo e muitos particulares, destacando-se entre eles os seguintes: Bispo D. João Maria, Condessa da Fonte Bela, Viscondessa da Praia, Conde de Sieuve de Menezes, Beneficiado Joaquim Machado Corvelo, João Pacheco da Costa, António Tavares Homem, Bento José de Matos Abreu, Beneficiado Joaquim Machado de Freitas.
O Monsenhor José da Silva ainda informa: "Para a edificação da ermida tinha sido nomeada uma comissão em 1863, e outra em 1878 pelo Conde da Praia. Foi esta comissão dissolvida pelo Visconde de Bettencourt, sendo encarregada da obra a junta de freguesia da Sé."
Aquele eclesiástico remata ainda, dizendo: «Foi com a Junta presidida pelo cidadão João Pacheco da Costa que os trabalhos se activaram e que começaram a afluir esmolas, sendo a alma de todo este serviço o actual beneficiado da Sé Catedral, Joaquim Machado Corvelo que continuou com o seu incansável zelo, promovendo o culto e importantes melhoramentos nesta histórica ermida».
Um episódio ocorrido junto desta ermida e com ela directamente relacionado. Foi o caso de o povo se dirigir em Março de 1641 a armazém militar que ali havia sido feito para se munir de armas e pólvora. Encontrando as portas fechadas tentaram-nas arrombar com machados. No tanto não lhe foi possível derrubar a terceira porta. Perante isto o padre António de Abreu, ali presente, abriu-a com a chave da ermida, o que foi por todos considerado um milagre da Santíssima Virgem. Este caso convêm dizer-se passou-se no tempo da Restauração nesta ilha.
Na história desta ermida é de referir o facto de ter sido instituída Confraria dos Escravos de Nossa Senhora por um mercador de nome Agostinho de Oliveira.
Actualmente a ermida encontra-se na Praça da Restauração do lado do Norte da mesma, tendo uma só porta de entrada por cima da qual ostenta um vistoso frontão triangular, por cima das sineiras encontram-se mais dois de pequenas dimensões.
É ainda aqui possível ver-se na fachada várias frestas bastante altas com o seu gradeamento em ferro. Encontrando-se uma de cada lado da porta e duas geminadas ao lado em plano mais aprofundado fachada.
Dentro da capela vê-se ao fundo o altar com o respectivo retábulo, tendo ao centro a imagem de Nossa Senhora da Saúde e mais abaixo outra imagem de São Cristóvão que foi adquirido pelos motoristas de táxi da dita Praça. A imagem foi adquirida em 1957.
Durante anos foi feita uma festa a este Santo constituída por Missa cantada e Procissão. Durante as festividades era feito um cortejo de automóveis que partia do largo de São Bento e terminada em São Pedro.
Esta ermida esteve na posse da família Távora. O Dr. Alfredo Sampaio informa que Luís do Canto e Castro de Távora disse-lhe ter sido fundada por um dos seus antepassados. Isto poderá ter acontecido quando Francisco Manuel do Canto e Melo desposou D. Rosa Maria de Távora.
Atualmente pertence à paróquia da Sé. A festividade em honra de Nossa Senhora da Saúde ocorre anualmente a dia 21 de novembro.